# 奧利連·捷祖
奧利連·巴耶·捷祖·方根（法語：Aurélien Bayard Chedjou Fongang，發音：[ɔʁeljɛ̃ ʃɛdʒu]；1985年6月20日—）喀麥隆職業足球員，司職中堅，現時被土超球隊巴沙克舒希外借至布爾薩體育，他是喀麥隆國家隊成員。
2017年版本的FIFA Mobile遊戲中，捷祖被設定為全遊戲第二最強的中堅，僅次於效力曼聯的艾歷·拜利。

## 外部連結
- 奧利連·捷祖 – 法國職業足球聯賽数据 – 支持法语（已存档）
- 奧利連·捷祖在 National-Football-Teams.com 上的出场纪录